# (308197) Satrapi
(308197) Satrapi ist ein Asteroid des inneren Hauptgürtels. Er wurde vom französischen Informatiker und Amateurastronomen Jean-Claude Merlin am 3. März 2005 am vollautomatischen Ritchey-Chrétien-81-cm-Teleskop des Tenagra II Observatory in Nogales, Arizona (IAU-Code 926) entdeckt. Das Teleskop konnte Merlin bei der Entdeckung von Frankreich aus ansteuern.
Der Asteroid gehört zur Nysa-Gruppe, einer nach (44) Nysa benannten Gruppe von Asteroiden (auch Hertha-Familie genannt, nach (135) Hertha). Die zeitlosen (nichtoskulierenden) Bahnelemente von (308197) Satrapi sind fast identisch mit denjenigen von acht weiteren Asteroiden, zum Beispiel  dem 1992 entdeckten (19208) Starrfield.
(308197) Satrapi wurde am 22. Februar 2016 nach der iranisch-französischen Comic-Zeichnerin, Illustratorin von Kinderbüchern und Filmemacherin Marjane Satrapi (* 1969) benannt.